# 괴물, 유령, 자유인
《괴물, 유령, 자유인》은 2022년에 개봉한 대한민국의 영화이다.

## 캐스팅
- 엄태나 : 성심 역
- 윤해신 : 은수 역
- 권기하 : 성철 역
- 박규범 : 택시 운전사 역
- 이승준 : 김 교수 역 (목소리)
- 홍순영 : 김 교수 역
- 윤해신 : 학생 역
- 이주 : 학생 여친 역
- 오장은 : 의사 역
- 유요환 : 간호사 역
- 정아미 : 점쟁이 역
- 김준범 : 금뿔 유령 역
- 배용근 : 우연 역
- 최시온 : 선영 / 레베카 역
- 문종훈 : 조연출 1 역
- 박재승 : 조연출 2 역 (목소리)
- 홍지영 : 영화 감독 역
- 아장멘 (특별출연)
- 스킴 (특별출연)
- 김수정 (보조출연)
- 김광수 (보조출연)
- 나환희 (보조출연)
- 배운 (보조출연)
- 백록담 (보조출연)
- 서아남 (보조출연)
- 신지영 (보조출연)
- 신현나 (보조출연)
- 양지혜 (보조출연)
- 오민욱 (보조출연)
- 우가홍 (보조출연)
- 이윤호 (보조출연)
- 이지문 (보조출연)
- 장영은 (보조출연)
- 조기현 (보조출연)
- 조문희 (보조출연)
- 조미령 (보조출연)
- 주효정 (보조출연)
- 진반 (보조출연)
- 천지인 (보조출연)
- 최우 (보조출연)
- 하가우천 (보조출연)
- 황가 (보조출연)
- 황심영 (보조출연)
- [유령], [자유인] 현장 스태프들 (보조출연)